# Боро-оф-Скарборо
Боро-оф-Скарборо (англ. Borough of Scarborough) — неметрополитенский район (англ. non-metropolitan district) в церемониальном неметрополитенском графстве Норт-Йоркшир.
Административный центр — город Скарборо.
Район расположен на побережье Северного моря, в восточной части графства Норт-Йоркшир, на юге граничит с графством Ист-Райдинг-оф-Йоркшир.

## Состав
В состав района входят 3 города:
- Скарборо
- Уитби
- Файли (Filey[англ.])

и более 50 общин (англ. civil parish).